# Werkzeughersteller
Als Werkzeughersteller bezeichnet man allgemein Unternehmen oder Personen, die in der Entwicklung und Herstellung von Werkzeugen tätig sind. Dabei kann grob unterschieden werden zwischen den Herstellern von Produktionswerkzeugen im Werkzeugbau (z. B. Formen für das Spritzen von Kunststoffsteilen), den Herstellern von Handwerkzeugen (z. B. Zangen), den Herstellern von Maschinenwerkzeugen (z. B. Fräser, Maschinenbohrer) und den Herstellern von Elektrowerkzeugen (z. B. Bohrmaschinen).
Das Handwerk der Werkzeughersteller wie Werkzeugschmiede wurde durch die im 19. Jahrhundert einsetzende Industrialisierung zunehmend durch größere Industriebetriebe verdrängt.

## Wirtschaft

### Klassifizierung
Die Werkzeugherstellung ist in der Statistischen Systematik der Wirtschaftszweige in der Europäischen Gemeinschaft (NACE) auf zwei Branchen des Verarbeitenden Gewerbes (Branchencode C) aufgeteilt, der Herstellung von Metallerzeugnissen (Branchencode 25) und dem Maschinenbau (Branchencode 28), die wiederum in nachfolgende Sparten aufgeteilt sind. In Deutschland gilt die von NACE abgeleitete Klassifikation der Wirtschaftszweige WZ 2008, in Österreich die ebenfalls von NACE abgeleitete ÖNACE.
| NACE Revision 1.1 WZ 2003 | NACE Revision 2 WZ 2008 | Branche                                                                                                  |
| ------------------------- | ----------------------- | --- |
| 28.62                     | 25.73                   | Herstellung von Werkzeugen                                                                               |
| 28.62.1                   | 25.73.1                 | Herstellung von Handwerkzeugen                                                                           |
| 28.62.2                   | 25.73.2                 | Herstellung von Sägen und von Maschinenwerkzeugen für die Holzbearbeitung                                |
| 28.62.3                   |                         | Herstellung von Werkzeugen für das Baugewerbe                                                            |
| 28.62.4                   | 25.73.3                 | Herstellung von auswechselbaren Werkzeugen für die Metallbearbeitung                                     |
| 28.62.5                   | 25.73.4                 | Herstellung von Geräten für die Landwirtschaft                                                           |
| 28.62.6                   | 25.73.5                 | Herstellung von sonstigen Werkzeugen                                                                     |
| 29.4                      | 28.4                    | Herstellung von Werkzeugmaschinen                                                                        |
| 29.41                     |                         | Herstellung von handgeführten kraftbetriebenen Werkzeugen                                                |
|                           | 28.24                   | Herstellung von handgeführten Werkzeugen mit Motorantrieb                                                |
| 29.42                     | 28.41                   | Herstellung von Werkzeugmaschinen für die Metallbearbeitung                                              |
| 29.43                     | 28.49.9                 | Herstellung von Werkzeugmaschinen, a. n. g.                                                              |
| 29.43.1                   | 28.49.1                 | Herstellung von Werkzeugmaschinen zur Bearbeitung von Steinen, Beton und sonstigen mineralischen Stoffen |
| 29.43.2                   | 28.49.2                 | Herstellung von Werkzeugmaschinen zur Bearbeitung von sonstigen harten Stoffen                           |
| 29.43.3                   | 28.49.3                 | Herstellung von Maschinenspannzeugen und sonstigem Zubehör von Werkzeugmaschinen                         |
| 29.43.4                   |                         | Herstellung von Elektroschweißgeräten und Elektrolötgeräten                                              |
| 29.43.5                   | 28.49                   | Herstellung von sonstigen Werkzeugmaschinen                                                              |

### Branchendaten
In der Herstellung von Werkzeugen liegt mit ca. 10 % (Stand 2003) ein sehr niedriger, stabiler Konzentrationsgrad vor. Die Herstellung von Werkzeugmaschinen hat ebenfalls ca. 10 %, gehört aber zu den Unternehmen mit dem stärksten Anstieg des Konzentrationsgrades.
| Branche                           | Unternehmen | Beschäftigte | Umsatz Mio. Euro | % des Umsatzes der 10 größten Unternehmen |
| Herstellung von Werkzeugen        | 543         | 59.778       | 6.717,7          | 24,726                                    |
| Herstellung von Werkzeugmaschinen | 832         | 127.834      | 19.038,0         | 18,301                                    |

## Geschichte
Wann die Menschheit anfing, Werkzeuge gezielt herzustellen und zu nutzen, kann aus heutigen Funden nicht mehr klar rekonstruiert werden, da einige potenzielle Materialien wie Holz oder Gras keine erkennbaren Spuren hinterlassen haben dürften. Erhalten geblieben sind die so genannten Geröllgeräte, also Werkzeuge aus Stein, die geologisch in den Zeitraum vor ca. 2,6 Millionen Jahren datiert werden konnten. Der Australopithecus wird als frühester Hersteller angesehen, einen sicheren Nachweis der gezielten Herstellung gibt es jedoch noch nicht. Erst Homo habilis, Homo ergaster / Homo erectus und andere Arten der Gattung "Homo" können als Werkzeughersteller von Steingeräten bezeichnet werden. Mit zunehmender Entwicklung des Menschen wurden die Geräte und Herstellungstechniken komplexer, dabei wurden iterativ Werkzeuge zur Werkzeugherstellung verwendet und extra hergestellt.
In Editing Figments of Reality diskutieren der Mathematiker Ian Stewart und der Biologe Jack Cohen die Zusammenhänge zwischen der Fähigkeit zur fortgeschrittenen Kommunikation und der technologischen Entwicklung des Menschen. Sie kommen dabei zu dem Schluss, dass die kulturellen und technischen Errungenschaften nicht hauptsächlich durch Weiterentwicklung der Intelligenz des Menschen, sondern zum großen Teil durch die Fähigkeit, Erfahrungen durch Geschichten weiterzugeben, begründet sind. Sie prägen in ihrem Werk hierfür den Begriff Extelligenz, einer Weiterentwicklung der Intelligenz.

## Kulturelle Bedeutung
Lange Zeit wurde die Nutzung von Werkzeugen als Alleinstellungsmerkmal der Menschheit im Vergleich zu den Tieren angesehen. Nach der Entdeckung eines Holländers 1764 in Indonesien, dass der Schützenfisch Wasser als Jagdwaffe (und somit als Werkzeug) einsetzt, erkannte man zusehends, dass jedoch auch andere Lebewesen über diese Fähigkeit verfügen. Friedrich Engels prägte das Zitat „Keine Affenhand hat je das roheste Steinmesser verfertigt“. Im gleichen Artikel wird erwähnt, dass es Jane Goodall war, die als erste 1963 beobachtete, wie Schimpansen Zweige zurechtstutzten, um damit Termiten aus ihrem Hügel zu sammeln und damit ebenfalls einfache Werkzeuge herstellten. Spätere Studien belegen auch, dass gezielter Werkzeuggebrauch bei Tieren nicht auf Primaten beschränkt ist.
Da die gezielte Produktion von Werkzeugen die Fähigkeit erfordert, über reine Instinkte hinaus vorausschauend handeln zu können, hat diese Entdeckung starken Einfluss auf das Selbstverständnis des Menschen: Die Zuordnung altsteinzeitlicher Fossilien zur Gattung Homo erfolgte anfangs primär anhand gleichzeitig gefundener Werkzeuge.